# Bayerisch Eisenstein
Bayerisch Eisenstein (tiếng Séc: Bavorská Železná ruda) là một đô thị ở huyện Regen bang Bayern thuộc nước Đức.